# Pelorosaurus conybeari
Pelorosaurus conybeari es la única especie conocida del género extinto Pelorosaurus (gr. "lagarto monstruoso") de dinosaurio sauropodo braquiosáurido que vivió a principios del período Cretácico, hace unos 132 millones años  durante el Barremiense, en lo que es hoy Europa. Pelorosaurus fue uno de los primeros saurópodos en ser nombrados. Históricamente, se han asignado muchas especies al género, pero actualmente se considera que la mayoría pertenecen a otros géneros. De manera problemática, la primera especie nombrada de Pelorosaurus, P. conybeari, es un sinónimo más moderno de Cetiosaurus brevis. En vida fue un saurópodo de tamaño mediano en comparación con los más gigantes de su grupo, igualmente llegó a medir 16 metros de largo, 4 de alto y a pesar 17 toneladas.

## Descubrimiento e investigación

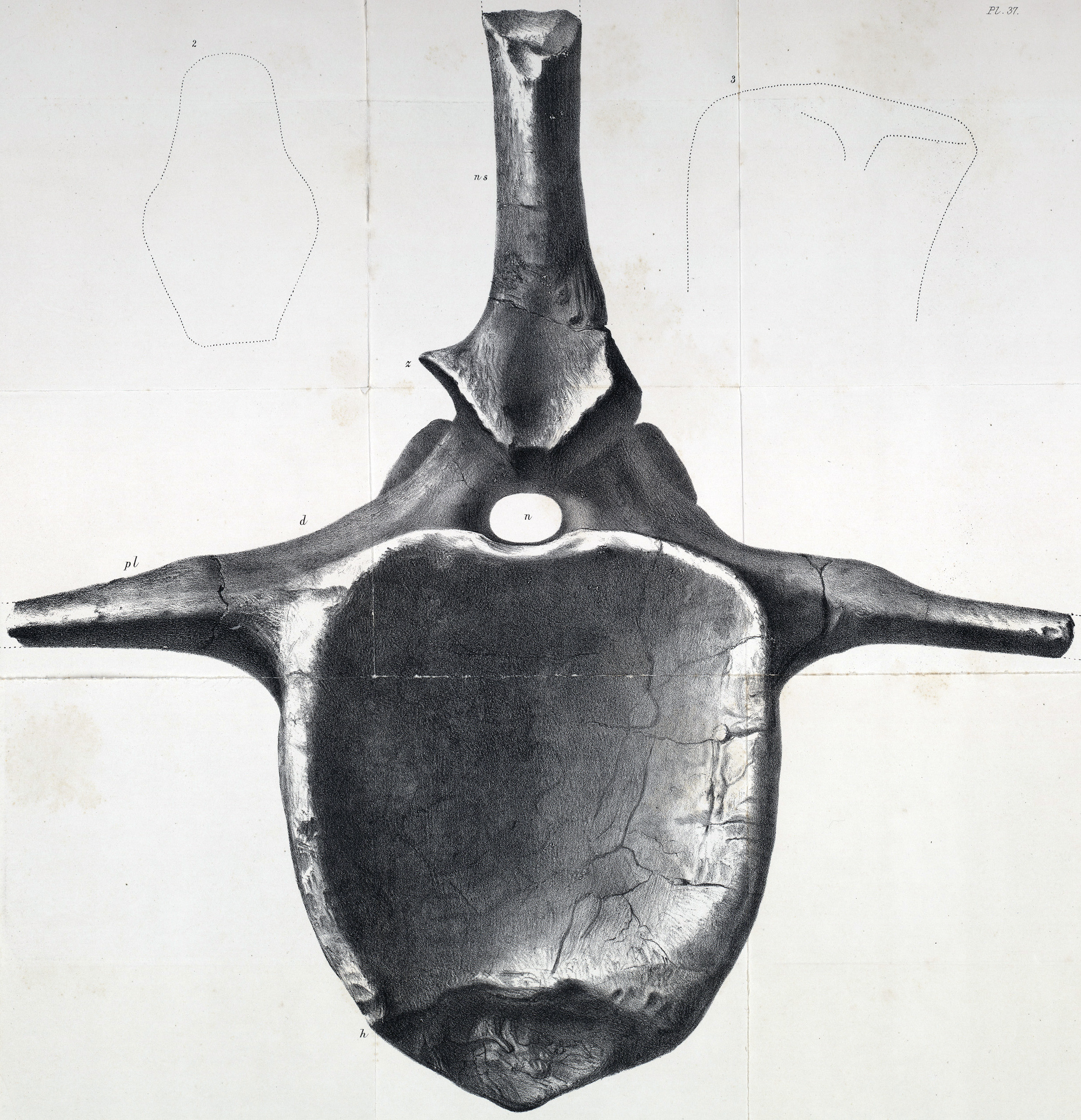
BMNH R28633, una de las nueve vértebras caudales de 1853 remitido por Owen a P. conybeari

Pelorosaurus fue el primer saurópodo en ser identificado como dinosaurio, aunque no fue el primero en ser descubierto. Sir Richard Owen ya había descubierto a Cetiosaurus en 1841 pero lo había identificado erróneamente como un enorme reptil marino similar a un cocodrilo. Con la identificación de Pelorosaurus como dinosaurio, Mantell fue capaz de hacer lo mismo con Cetiosaurus.
En 1842, Richard Owen nombró varias especies de Cetiosaurus. Entre ellos se encontraba Cetiosaurus brevis, basado en varios especímenes del período Cretácico temprano. Algunas de estas, cuatro vértebras caudales, BMNH R2544, BMNH 2545, BMNH 2546, BMNH 2547, y tres galones, BMNH R2548, BMNH R2548, BMNH 2550, encontradas alrededor de 1825 por John Kingdon cerca de Cuckfield en la formación de arena Tunbridge Wells de los lechos de Hastings, pertenecían a saurópodos. Otros, sin embargo, incluido BMNH R10390, encontrados cerca de Sandown Bayen, Isla de Wight y BMNH R2133 y BMNH R2115, que se encuentran cerca de Hastings, en realidad pertenecían a algún iguanodóntido. Al darse cuenta del error de Owen al asignar huesos de iguanodóntido a Cetiosaurus , el anatomista comparativo Alexander Melville renombró los huesos de saurópodo Cetiosaurus conybeari en 1849.
En 1850, Gideon Mantell decidió que C. conybeari era tan diferente de Cetiosaurus que necesitaba un nuevo género, por lo que lo reclasificó con el nuevo nombre Pelorosaurus conybeari. Mantell tenía originalmente, en noviembre de 1849, la intención de utilizar el nombre de "Colossosaurus", pero al descubrir que ?Kolossos? era griega para "estatua" y no "gigante", cambió de idea. El nombre genérico se deriva del griego Pelor, "monstruo". También enmendó el nombre específico, en honor a William Conybeare, a conybearei, pero bajo las reglas actuales de la ICZN , el original conybeari, hoy escrito sin mayúscula, tiene prioridad. Mantell no solo usó el material de saurópodo de C. brevis como el tipo de Pelorosaurus conybeari, sino también un gran húmero encontrado por el molinero Peter Fuller en el mismo sitio, BMNH 28626, que supuso que era del mismo individuo, siendo descubierto solo un a pocos metros de las vértebras. Mantell adquirió el hueso por 8 £. El húmero, claramente formado para soportar verticalmente el peso del cuerpo y que se presume posee una cavidad medula , mostró que Pelorosaurus era un animal terrestre. Este fue un motivo principal para nombrar un género separado, poco después, sin embargo, al estudiar las vértebras sacras de Cetiosaurus, Mantell estableció que también vivía en tierra.

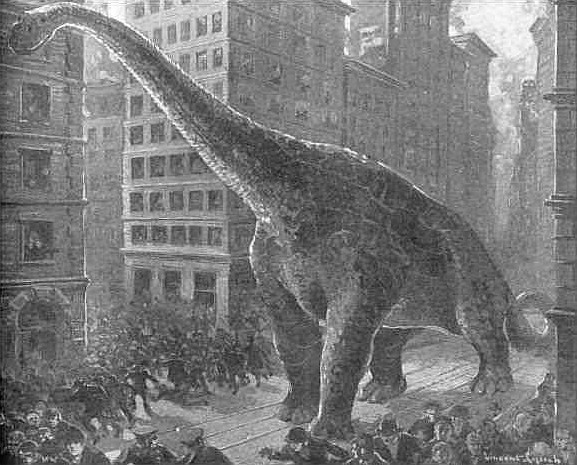
Restauración de 1914 de Pelorosaurus por Vincent Lync.

Owen estaba muy molesto por los intentos de Melville y Mantell de "suprimir" su Cetiosaurus brevis. Mediante una publicación en 1853, trató de aclarar las cosas, como él lo veía, evitando tener que admitir abiertamente su error original. Primero sugirió que la principal motivación de Melville para el cambio de nombre era la presunta inexactitud del epíteto brevis, "corto", porque la longitud total del animal no podía deducirse de restos tan limitados. Owen señaló que cualquiera que estuviera familiarizado con la taxonomía habría entendido que "corto" se refería a las vértebras mismas, no al animal en su conjunto. En una página posterior, aparentemente separada de este número, Owen en términos encubiertos insinuó que su publicación de 1842 no era lo suficientemente descriptiva, nomen nudum, al que ahora asignó el material de saurópodo, lo que convierte a Cetiosaurus brevis en un nombre válido. Esto todavía dejaba el problema de que Mantell lo nombró un nuevo género. Owen lo resolvió presentando simplemente el húmero como el único holotipo de Pelorosaurus conybeari.. Sorprendentemente, en 1859 repitió su error al referir nuevamente las vértebras de iguanodóntidos, especímenes BMNH R1010 y BMNH R28635, a C. brevis. El último de estos que había propuesto en 1853 pertenecía a Pelorosaurus junto con otras vértebras iguanodóntidas porque Mantell las había etiquetado una vez como tales en su colección. Owen sugirió que había sido por un simple error que el nombre Pelorosaurus se hubiera relacionado con el material de C. brevis en lugar de con estos hallazgos.
La interpretación de Owen fue comúnmente aceptada hasta bien entrado el siglo XX. Sin embargo, en 1970, tanto John Ostrom como Rodney Steel entendieron que la afirmación de Owen de que C. brevis en 1842 todavía era un nomen nudum debería rechazarse como un intento transparente de cambiar el espécimen tipo, inadmisible según los estándares actuales. Sin embargo, según esos mismos estándares, el cambio de nombre de Melville también fue incorrecto, como el nombre Cetiosaurus brevis todavía estaba "disponible", simplemente debería haber hecho de los huesos del saurópodo el lectotipo , eliminando los restos de iguanodóntidos de la serie de sintipos. Los huesos de saurópodo, no los huesos de iguanodonte, habrían conservado el nombre C. brevis. Por lo tanto, Cetiosaurus conybeari es un sinónimo más moderno objetivo de C. brevis, es decir, C. brevis no solo es un nombre más antiguo, sino que se basa exactamente en los mismos fósiles que el nombre más reciente e inválido.
Después de 1850, se siguieron asignando más especímenes tanto a Pelorosaurus como a Cetiosaurus , y ambos fueron estudiados y reportados extensamente en la literatura científica. Lentamente, se desarrolló una tendencia a incluir material de saurópodos fragmentarios del Jurásico de Inglaterra bajo la designación Cetiosaurus , mientras que se asignaron hallazgos incompletos de saurópodos del Cretácico europeo a Pelorosaurus. Pelorosaurus, por lo tanto, llegó a ser un taxón típico de papelera para cualquier saurópodo europeo de este período. Sin embargo, en los últimos años se ha trabajado mucho para rectificar la confusión.
Sin embargo debido a esta cadena de acontecimientos, Pelorosaurus es realmente un sinónimo objetivo de Cetiosaurus. Para complicar más el asunto, nunca se asignó un nuevo espécimen a C. brevis. En lugar de esto, la especie más conocida de Cetiosaurus resultó ser C. oxoniensis, nombrada por Phillips en 1871. Sin embargo la especie C. oxoniensis es de una formación geológica británica distinta y mucho más antigua, del Jurásico Medio a Tardío. Por los años de la década de 1970 los paleontólogos habían reconocido que C. oxoniensis es de hecho un tipo totalmente distinto, más primitivo, de saurópodo, bastante diferente de C. brevis por lo que pertenece claramente a un género distinto y requeriría un nuevo nombre. Esto daría lugar a una situación donde el nombre correcto para el dinosaurio bien conocido Pelorosaurus es actualmente Cetiosaurus, en si y el nombre muy usado de Pelorosaurus debería ser descartado como inválido, y Cetiosaurus requeriría un nombre nuevo. Haciéndose cargo de esta situación. los paleontólogos Upchurch y Martin hicieron planes para solicitar a la ICZN en 2003 que el tipo Cetiosaurus fuera cambiado de C. brevis a C. oxoniensis, que el nombre Pelorosaurus conybeari fuese preservado, y que C. brevis fuera el único suprimido.

## Clasificación
Pelorosaurus, es un género cajón de sastre donde se ha colocado a una gran cantidad de saurópodos mal definidos, pero recientemente se ha trabajado mucho para rectificar este problema. Pertenece a la familia Brachiosauridae, y posiblemente solo posea tres especies conocidas, Pelorosaurus conybearei, P. humerocristatus y P. mackesoni. La validez de Pelorosaurus es problemática. P. conybeari se basó en un húmero y vértebras descubiertos por separado. Sin embargo, dichos especímenes pueden no pertenecer al mismo animal. P. conybeari es también un sinónimo más moderno del antiguo nombre Cetiosaurus brevis. En 2007, Michael P. Taylor y Darren Naish declararon su intención de presentar una petición a la Comisión Internacional de Nomenclatura Zoológica para designar el nombre más utilizado P. conybeari como especie tipo de Pelorosaurus y abandonar oficialmente el nombre C. brevis. Sin embargo, la cuestión de las especies tipo Pelorosaurus no terminó como parte de su petición cuando se presentó y aceptó oficialmente.
Posteriormente, se asignaron a Pelorosaurus muchas especies, la mayoría de las cuales hoy se consideran dinosaurios diferentes. Una especie notable, P. becklesii, se conocía por el húmero, el radio y el cúbito, así como por las impresiones de la piel. Desde entonces, este espécimen se ha convertido en el nuevo género Haestasaurus .

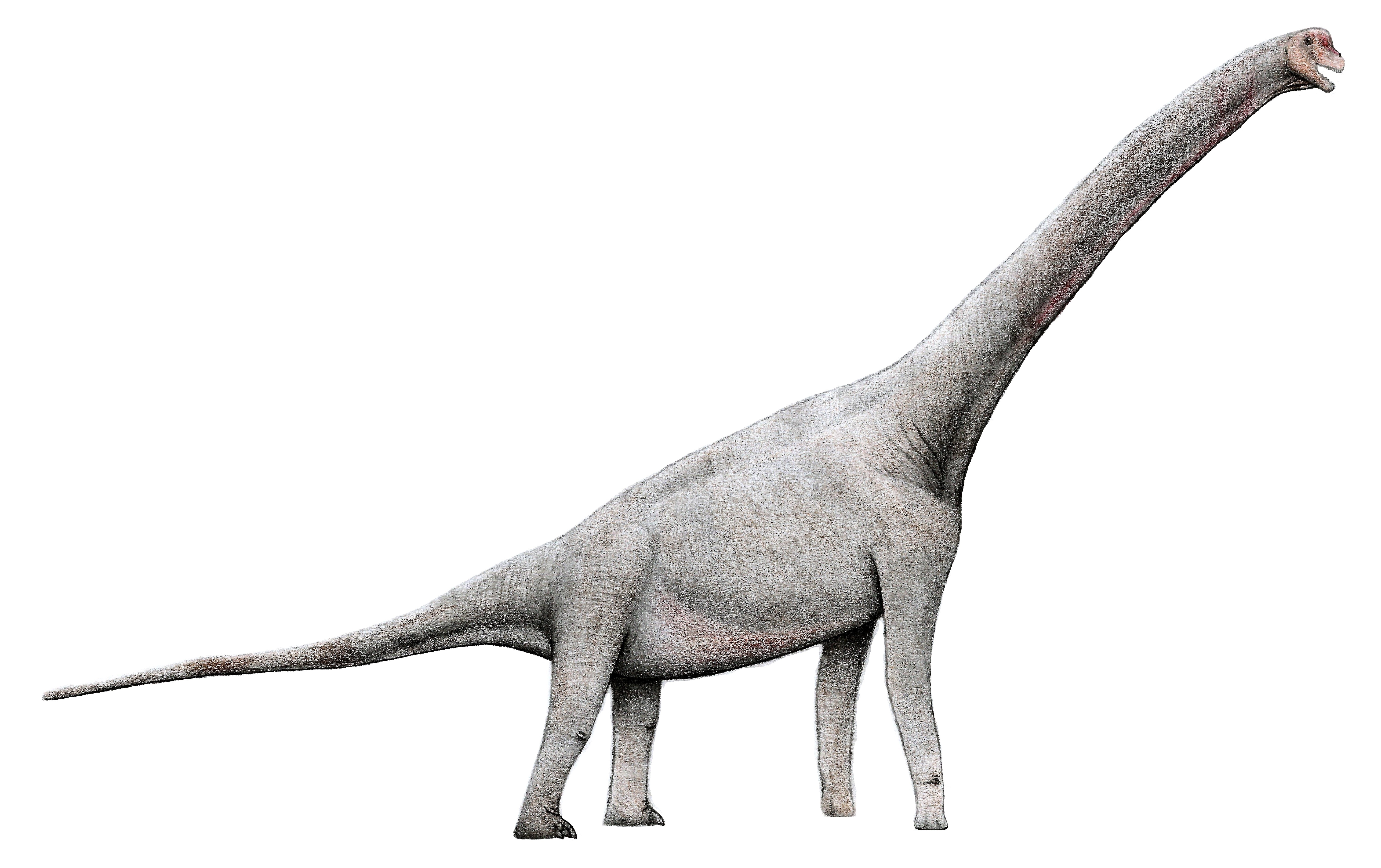
Recreación actual de cómo habría sido un Pelorosaurus

Mantell fue el primero en sugerir que había una relación entre Pelorosaurus y los dinosaurios. En 1852 Friedrich August Quenstedt lo clasificó formalmente dentro de Dinosauria. Como era de esperar, Owen en un principio rechazó esta clasificación, en 1859 dijo que era un miembro de Crocodilia.
En 1882 Henri-Émile Sauvage declaró que Pelorosaurus pertenecía al grupo Sauropoda. Ese grupo todavía era muy incompleto para aquel entonces, pero se sabe que resultó difícil determinar sus afinidades más precisas, con las familias Atlantosauridae, Cardiodontidae, Cetiosauridae y Morosauridae siendo que hasta en 1927 von Huene entiende la posible relación con Brachiosaurus, colocando a Pelorosaurus en Brachiosauridae, una colocación seguida por autores posteriores hasta principios del siglo 21. El húmero, mide 137 centímetros de largo lo cual es muy alargado, y esto sugiere un rasgo típico de braquiosáurido: unas extremidades delanteras relativamente largas. La incertidumbre acerca de si se deben analizar las cualidades de las vértebras o del húmero, ambas muestras no son necesariamente pertenecientes al mismo taxón, lo cual impide cualquier conclusión que resuelva su clasificación, sin embargo. En los últimos años, el material se coloca comúnmente en un nivel general del clado Titanosauriformes.

### Especies válidas

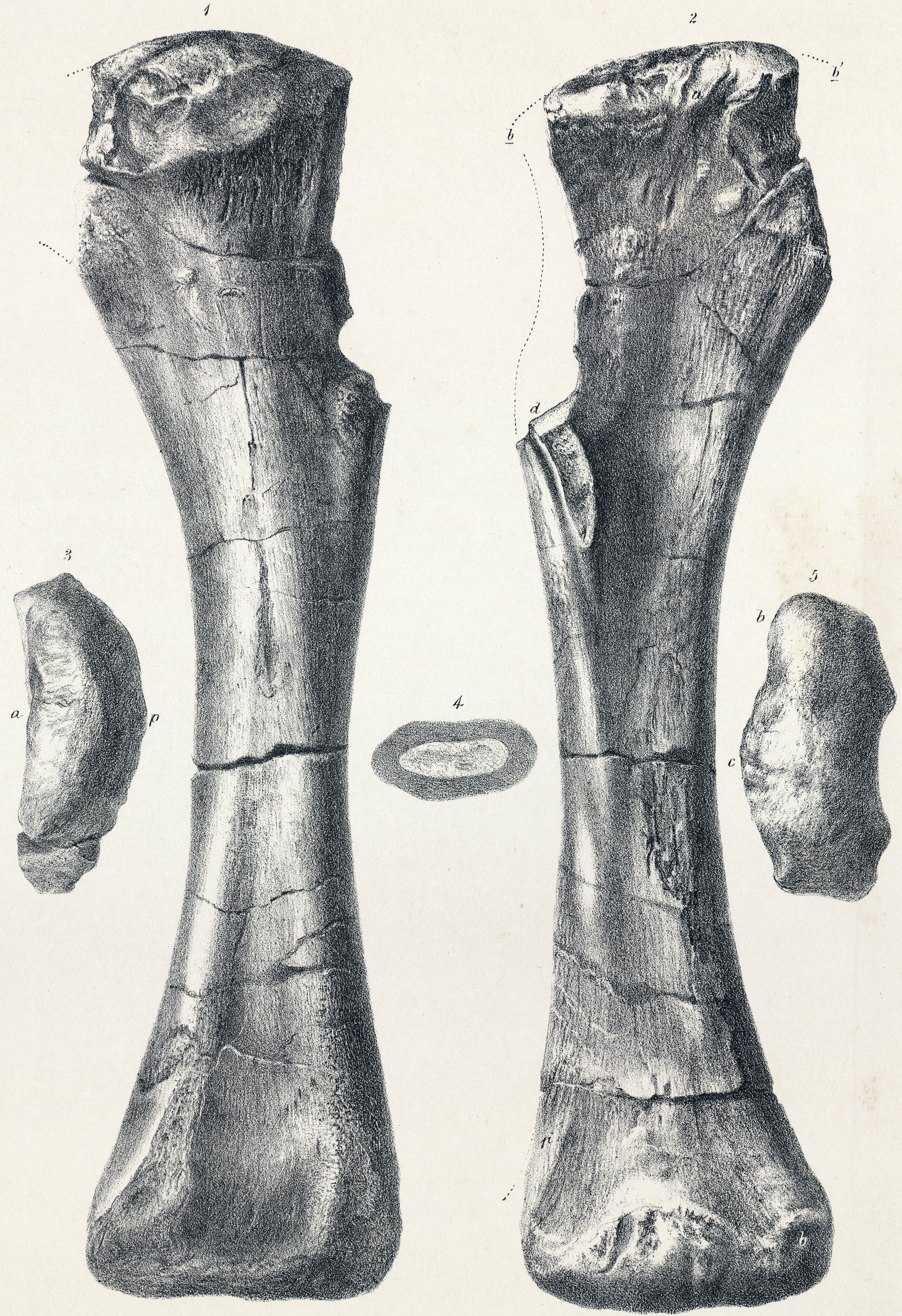
Litografía del húmero holotipo.

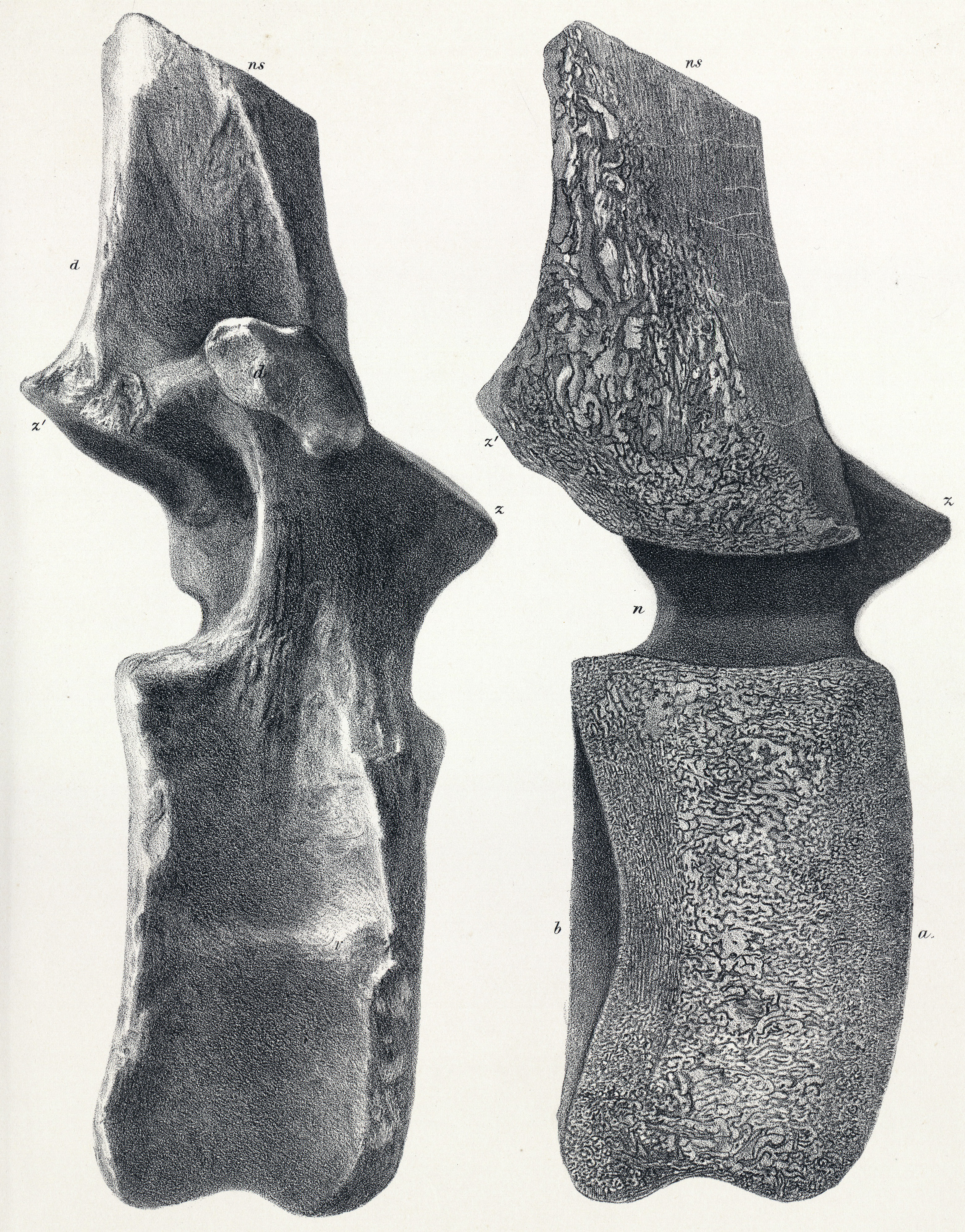
Vértebra dorsal asignada a Cetiosaurus brevis

- Pelorosaurus conybearei (Melville 1849) Mantell 1850
  - Sinónimos:
- Cetiosaurus brevis Owen 1842
- Cetiosaurus conybeari Melville 1849
- Pelorosaurus brevis (Owen 1842) Huene 1927
- Ornithopsis conybearei (Melville 1849) Huene 1929

### Especies mal asignadas
- P. becklesii Mantell 1852 = Haestasaurus becklesii
- P. manseli Hulke y Lydekker 1888 (nomen dubium) = Ischyrosaurus manseli
- P. humerocristatus (Hulke 1874) Sauvage 1887 = Duriatitan humerocristatus.
- P. armatus (Gervais 1852) Lydekker 1889 = Oplosaurus armatus
- P. hulkei (Seeley 1870) Lydekker 1889 = Ornithopsis hulkei
- P. leedsii (Hulke 1887) Lydekker 1890 (nomen dubium) = Ornithopsis leedsii
- P. praecursor (Sauvage 1876) Sauvage 1895 = Neosodon praecursor
- P. mackesoni (Owen 1884) Steel 1970 (nomen dubium) = Dinodocus mackesoni
- P. megalonyx (Seeley 1869) Huene 1909 (nomen dubium) = Gigantosaurus megalonyx